# Friedrich Ludwig Adolph von Wurmb
Friedrich Ludwig Adolph von Wurmb, auch Adolf von Wurmb (* 12. Juli 1794 in Wiednitz; † 23. April 1854 in Dresden) war ein königlich-sächsischer Oberst sowie Kommandant und Direktor der damaligen Dresdner Kasernen.

## Familie
Er entstammte der Wolkramshäuser Linie des sächsisch-thüringischen Adelsgeschlechtes von Wurmb, in dem viele Familienmitglieder eine militärische Laufbahn eingeschlagen hatten. Sein Vater war der königlich-sächsische Oberstleutnant Friedrich Leopold von Wurmb (1757–1818). Seine Mutter Wilhelmine geb. Freiin d’Orville von Löwenclau, starb 1800, als er erst sechs Jahre alt war. Adolphs Vater war damals Premierleutnant im Dresdner Bataillon des Regiments Prinz Anton und nahm später an den Napoleonischen Kriegen bis 1815 teil. Er war nach dem Kommandeur Oberst Friedrich Christian von Liebenau als Oberstleutnant der zweithöchste Offizier des 3. sächsischen Linien-Infanterie-Regiments „Prinz Friedrich August“. 1816 wechselte er als Holzverwalter in die königliche Floß-Inspektion. Er hatte noch drei Geschwister, darunter den späteren kaiserlich-österreichischen Feldmarschallleutnant Heinrich (1800–1863).
Er war später verheiratet mit Liddy geb. von Prenzel. Das Paar hatte fünf Kinder, darunter den späteren königlich-sächsischen Generalmajor Ludwig Georg von Wurmb (1834–1909). Adolphs Witwe Liddy überlebte ihren Ehegatten um mehr als 30 Jahre.

## Leben und Wirken
Bereits als 16-Jähriger nahm Adolph von Wurmb an Napoleons Feldzug gegen Russland teil und wurde zweimal verwundet. 1816 war er Sous-Lieutenant im Leib-Grenadier-Regiment. Am 9. Juni 1817 wurde er zum Premier-Lieutenant befördert und zog in die Königstraße 85. 1823 wurde Adolph von Wurmb Adjutant des Herzogs von Sachsen, Generalmajor Prinz Friedrich August in dessen Brigadestab 1828 wurde er – weiter in der Dienststellung als Brigadeadjutant – zum Hauptmann befördert.
Parallel zu seinen Beförderungen wechselte er die Wohnungen in Dresden: Gemeldet war er zunächst 1816 in der Rähnitzgasse 76, 1822 in der Pirnaischen Gasse 687, 1824 in der Breite Gasse 65, 1830 Am Klosterthor 2. 1834 in der Schössergasse 358.
1839 wurde von Wurmb Kommandant und Direktor der Dresdner Kasernen. In dieser Dienststellung blieb er bis an sein Lebensende. Gleichzeitig zog er mit seiner Familie auch in eine Kasernenwohnung in der Neustadt in der damaligen Infanteriekaserne an der Elbe. 1844 wurde er zum Major befördert, 1847 zum Oberstleutnant. Am 18. Januar 1849 erhielt Adolph von Wurmb seine Beförderung zum Oberst. Seine Wohnung befand sich zu dieser Zeit an der Dresdner Infanteriekaserne in der Ritterstraße 1, wo er bis zuletzt lebte.

## Auszeichnungen
- 1818: Ritterkreuz des königlich-sächsischen Militär-St. Heinrichs-Ordens
- 1818: Mitglied des königlich-französischen Ordens der Ehrenlegion
- 1847: Ritterkreuz des königlich-sächsischen Zivil-Verdienst-Ordens